# Beverly Patkotak Grinage
Beverly Patkotak Grinage é uma administradora acadêmica americana e organizadora comunitária. Ela foi presidente da Faculdade Iḷisaġvik entre 2005 a 2010. Grinage é ex-diretora executiva da Alaska Eskimo Whaling Commission e foi oficial de informação pública do Distrito Escolar de North Slope Borough. Grinage trabalhou como gerente de campanha e anteriormente era o proprietária de uma produção editorial. Ela era a editora-gerente do Tundra Times e membro do Conselho Estadual de Artes do Alasca.

## Carreira e educação
Grinage era a editora-chefe do Tundra Times. Em 1988, ela estava trabalhando como oficial de informação pública para o Distrito Escolar de North Slope Borough. Em 1989, Grinage trabalhou como especialista em informação pública, possuía uma editora em Utqiagvik, Alasca, e foi nomeada pelo governador do Alasca, Steve Cowper, para o Conselho Estadual de Artes do Alasca naquele ano onde exerceu a função até 1991. Em 1990, ela foi a gerente de campanha de Edward Itta, candidato a prefeito de North Slope Borough. Ela estava atuando como diretora executiva da Alaska Eskimo Whaling Commission em 1991. Em 2004, Grinage foi uma organizadora comunitária em Barrow. Ela é acionista da Arctic Slope Regional Corporation (ASRC) e foi uma crítica da gestão do ASRC. Ela organizou o grupo, Primeiros Acionistas, para coletar assinaturas em uma assembleia de acionistas devido à diminuição dos dividendos. Ela afirmou que seu objetivo era ajudar a corporação e o conselho de administração, o que beneficiará todas as partes. Grinage substituiu Edna Ahgeak MacLean como presidente da Faculdade Iḷisaġvik em 2005. Ela foi sucedida por Brooke Gondara em 2010. Grinage concluiu o mestrado na Universidade de Alaska Fairbanks em 2008. Sua tese foi intitulada Inupiat self-determination through higher education.

## Vida pessoal
Grinage é casada com Kent Grinage. Eles têm uma filha. Ela defende o uso da língua inupiaque entre os jovens.